# 正中之變
正中之变（日语：しょうちゅうの へん）是镰仓时代后期元亨4年9月19日（西历1324年10月7日）发生的一次未遂政变。后醍醐天皇策划的讨幕计划被事先发现，首谋者遭到了幕府的处理。虽然当年12月9日才改元为正中元年，但按照习惯史称正中之变。

## 过程
后醍醐天皇从元亨元年（1321年）起开始取代父亲后宇多法皇亲政，并致力于恢复记录庄园券契所。后宇多法皇临终之际下诏，因为皇太子邦良亲王为大觉寺统嫡流（邦良之父为后醍醐天皇兄长后二条天皇），后醍醐天皇有朝一日必须让位邦良亲王。元亨4年6月法皇刚刚驾崩，邦良亲王就立即为了逼后醍醐天皇让位而前往镰仓寻求幕府支持。另外持明院统也以邦良亲王即位后，量仁亲王接任皇太子为条件支持邦良的主张（根据之前文保和谈的约定），镰仓幕府也就决定未来按照这一准则决定皇位継承。
然而后醍醐天皇期待着最终能够按照自己的想法施政，在得知自己的身份只不过是一个过渡性的天皇后，除了原本就反感的邦良亲王和持明院统，也对幕府的决定强烈反弹。因此后醍醐天皇计划趁六波罗探题南方・大佛維贞前往镰仓的时机讨幕，为此派侧近日野资朝和日野俊基等人巡回诸国，号召各地的武士和实权派起兵勤王讨幕。当时恶党活动正从幾内向各地扩散，奥州的安藤氏之乱也正在加剧，北条得宗家正焦头烂额。后醍醐天皇应该就是打算利用当时的政局不稳，试图把承久之乱之后皇家一直以来的倒幕计划付诸实施。
然而9月19日计划被六波罗探题知悉。尽管土岐赖员和多治见国长秘密上洛，但马上就被幕府派人搜捕，双方在四条附近激战，最终二人被逼自尽。六波罗的追查也波及到了朝廷。资朝・俊基等人被治罪，押解到镰仓。资朝被判流放佐渡岛，俊基被赦免归京，但之后被禁足。另一方面，后醍醐天皇派侧近万里小路宣房带着解释信前往镰仓，说明自己跟这次的事变无关，因而免于责罚。
军记物语『太平記』在第一卷记述了正中之变的细节：倒幕的秘密会议是以無礼講（不拘身份的宴会）的名义进行的。参与计划的土岐赖员在某一天夜里把计划泄露给了自己的妻子，而其岳父斋藤利行正是六波罗探题的奉行，倒幕计划因此流产。另外，西大寺的律宗僧人也参与了倒幕。
之后建武新政期间担任役职的伊贺兼光和律僧文观被认为也参与了密谋。